# 슬루센역
슬루센(스웨덴어: Slussen) 역은 스톡홀름 쇠데르말름 지구에 있는 스톡홀름 지하철 및 살트셰 선의 역이다. 지하철은 뢰다 및 그뢰나 선이 지나며, 살트셰 선은 슬루센 역이 종착역이다. 나카 및 베름되로 가는 SL의 버스 터미널이 역에 위치해 있다. 근처에 있는 카를 요한슬루센에서 이름을 따 왔다. 스톡홀름 C 다음으로 이용객 수가 많으며, 일일 승차량은 약 13만 4000명이다.

## 도시 철도

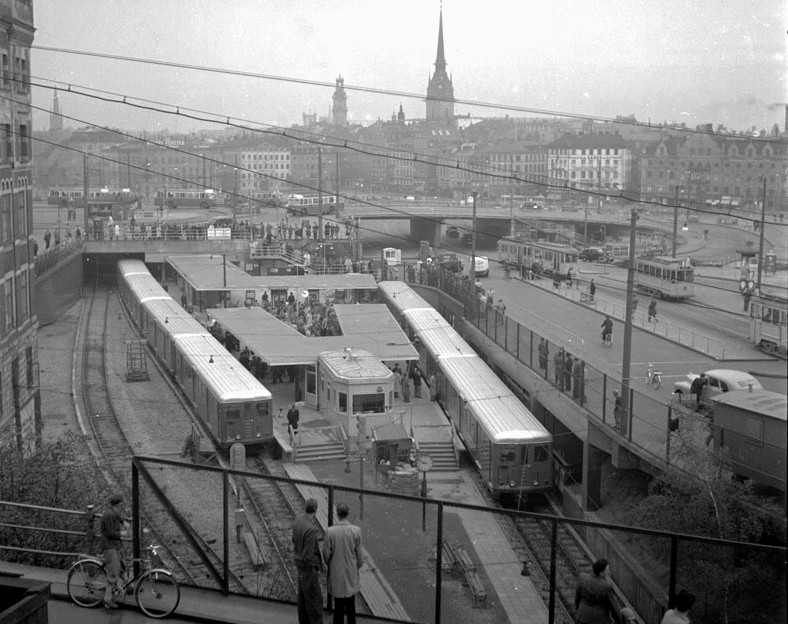
1950년 슬루센 역

감라스탄 및 마리아토르에트 사이에 있다. 지하 7-24m에 승강장이 있으며, 승강장은 뤼스고르덴 지역에 있다. 서쪽의 승강장은 북쪽, 동쪽의 승강장은 남쪽으로 가는 열차가 정차한다. 뢰다 선 및 그뢰나 선의 같은 방향으로 쉽게 환승할 수 있다. 뤼스고르덴, 예트가탄, 살트셰 선 및 버스 터미널 쪽으로 출입구가 나 있다. 도시 철도의 일일 승차량은 약 8만 4000명이며, 스톡홀름 지하철에서 두 번째로 이용객이 많다.
도시 철도역은 1933년 10월 1일 구스타프 5세가 참여하여 개업하였다. 당시에는 스칸스툴까지 진행하는 노면 전차의 중간역으로 개업하였다. 1950년 10월 1일 도시 철도 기준으로 개축되었으며, 슬루센-회토리에트 구간이 개업할 때까지 종착역이다. 그뢰나 선 및 뢰다 선의 거리는 슬루센 역부터 계산한다.
남부 출입구의 예술 작품은 Astor, Biger Forsberg의 "Entre 70 öre"(1965년)이다. 예트가탄으로 올라가는 통로의 벽 디자인은 1965년 Sune Fogde가 하였다. 승강장 사이를 나누는 벽은 금속 및 석재로 Bengt Rafael Sundberg가 1990에 디자인하였다. 뤼스고르덴으로 가는 곳의 예술 작품은 Harald Lyth의 "Ur spår"(1983년)이다.
승강장 구조는 다음과 같다.
| ↑ 감라스탄                            |
| １２ \| ３４ \|                       |
| 마리아토르에트 · 메드보리아르플라첸 ↓ |

| 1 | 그뢰나 선 | 헤셀뷔 스트란드 방면                       |
| 2 | 뢰다 선   | 뫼르뷔 센트룸·롭스텐 방면                  |
| 3 | 뢰다 선   | 프루엥엔·노르스보리 방면                   |
| 4 | 그뢰나 선 | 파르스타 스트란드·학세트라·스카르프넥 방면 |

## 살트셰 선
1936년 살트셰 선의 종착역이 스타스고르덴 역에서 슬루센 역으로 이동하였다. 개통 당시 역명은 스톡홀름-살트셰바난 역이었으나, SL에서 운영권을 인수한 이후 살트셰 선의 역명도 슬루센 역이 되었다. 살트셰 선의 역은 단선 승강장만 있는 종착역이다. 역이 처음 개업하였을 때 승강장에서 노면으로 가는 스톡홀름의 첫 에스컬레이터가 가동되었다. 이후 1970년대에 노후화로 철거되었고, 도시 철도역의 에스컬레이터가 이 역할을 담당한다. 카타리나 엘리베이터의 맨 아래층은 살트셰 선의 슬루센 역이며, 2008년 1일 탑승객은 6900명이다.
| ↑ 헨릭스달 |
|            |

| 5 | 살트셰 선 | 살트셰바덴 · 솔시단 방면 |

## 인접한 역
| 뢰다 선                              | 뢰다 선         | 뢰다 선                                                           |
| ------------------------------------ | --------------- | ----------------------------------------------------------------- |
| 감라스탄 뫼르뷔 센트룸 · 롭스텐 방면 | T13 · T14       | 마리아토르에트 프루엥엔 · 노르스보리 방면                         |
| 그뢰나 선                            |                 |                                                                   |
| 감라스탄 헤셀뷔 스트란드 방면        | T17 · T18 · T19 | 메드보리아르플라첸 스카르프넥 · 파르스타 스트란드 · 학세트라 방면 |
| 살트셰 선                            |                 |                                                                   |
| 시·종착역                            | L25             | 헨릭스달 살트셰바덴 · 솔시단 방면                                 |